# فن السلاجقة في إيران

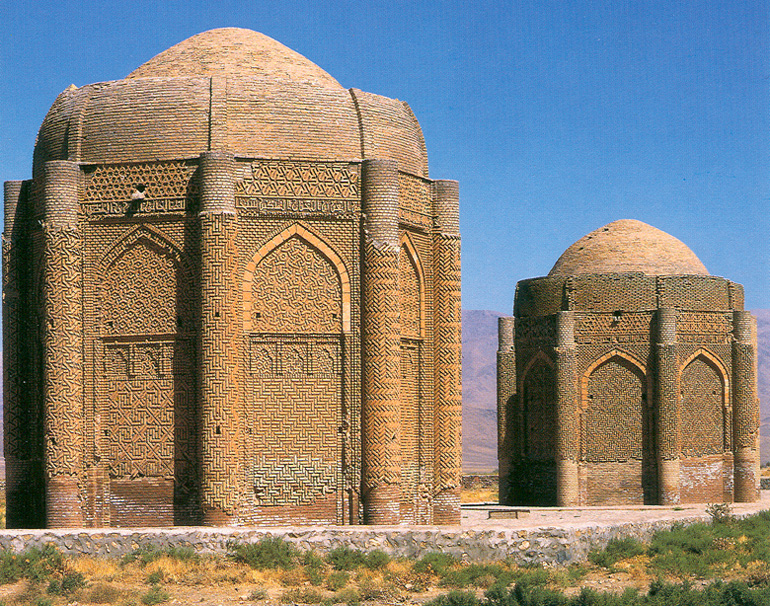
أبراج خراقان، في محافظة قزوين، تعود لعام 1067 م، في إيران

فن سلاجقة إيران يُشير إلى الفن الذي أنتجه العالم الفارسي في جميع أنحاء الجزء الشرقي من العالم الإسلامي، بين الاستيلاء على بغداد (1055) والغزوات المغولية (نهاية القرن الثالث عشر)، والذي كان معظمه تحت حُكم الدولة السلجوقية.
السلاجقة هم بدو من أصل تركي (أي من منغوليا الحالية)، اجتاحوا العالم الإسلامي نحو نهاية القرن العاشر من شرق إيران (بلاد ما وراء النهر وخوارزم). وقد أسسوا سلطتهم تدريجيًا من خلال اللعب على العداوات بين السلالات الصغيرة المختلفة في المنطقة واستولوا على بغداد في عام 1048 م، مما أنهى فعليًا الحكم العباسي، على الرغم من أنهم احتفظوا بخليفة دمية على عرش بغداد. لقد شهد السلاجقة، مثل أسلافهم، تراجع قوتهم مع مرور الوقت، وولدت العديد من السلالات الصغيرة في المناطق الأكثر بعدًا. يُقدَّر تاريخ نهاية العصر السلجوقي في إيران بعام 1194 م، على الرغم من أن إنتاج الأشياء التي تحمل نفس الاسم يعود إلى نهاية القرن الثاني عشر وبداية القرن الثالث عشر، وبالتالي تم تصنيعها لحكام مستقلين وأصغر حجمًا.

## العمارة

### العمارة الدينية
وفي عهد السلاجقة برز التصميم الإيراني العمراني على التصاميم الأخرى، ربما بلغ ذروته في إعادة تصميم المسجد الكبير في أصفهان. يتكون المخطط الإيراني من أربعة إيوانات مرتبة بشكل حرف T أو شكل صليبي حول فناء، بالإضافة إلى غرفة مقببة تستخدم كغرفة للصلاة. وفي المسجد الكبير في أصفهان، كما ظهر في ذلك الوقت، يبدو (بحسب عمل جالديري) أن هذه الغرفة كانت منفصلة عن بقية المسجد بممر مفتوح يفصلها عن قاعة الصلاة القديمة ذات الأعمدة.

### العمارة الجنائزية

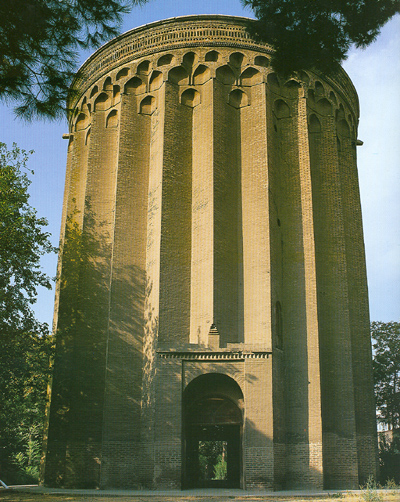
برج جنازة السلجوقي طغرل بك في الري (القرن الثاني عشر).

ومن المعالم المهمة الأخرى في هذه الفترة ضريح سنجار في ميرف (الذي يقع في تركمانستان حاليًا)، والذي يعود تاريخه إلى حوالي عام 1152. بُني من الطوب، كما هو تقليدي في إيران، وهو أحد أكثر المعالم الجنائزية إثارة للإعجاب المعروفة. وهو يتألف من قسمين: قاعدة مربعة مرتفعة مفتوحة على أروقة في الجزء العلوي، وأسطوانة دائرية تحمل قبة مزدوجة (نصف كروية من الداخل، وربما مدببة من الخارج).

## الأغراض
أما بالنسبة للأغراض، فكما أشرنا بالفعل، فإن تلك الأغراض التي تسمى "إيران السلجوقية" هي في الواقع من الفترة المتأخرة.

### الخزف
استفادت صناعة الخزف في هذه الفترة من تقدم كبير: اختراع معجون السيليكون. هذا نوع جديد من المعجون، يحتوي على كمية أقل من الصلصال مما كان يستخدم سابقًا، ولكن كمية أكبر من المرو. تعتبر هذه المادة أكثر صعوبة في العمل بسبب صلابتها، ولكنها أيضًا أكثر بياضًا وأناقة.

#### الخزف الأبيض
يمكن لزخرفة هذه القطع أن تلعب أولًا على الجودة الجوهرية للشيء، من خلال تسليط الضوء على شفافيته، وبياضه من خلال تطبيق طلاء عديم اللون وحفر ثقوب صغيرة (زخارف في "حبة الأرز") أو نقش النقوش في العجين. يتيح المعجون السيليكوني الحصول على جدران رقيقة للغاية، بعضها قريب من الشفافية، وبلون أبيض. يمكن أن تكون الزخرفة محفورة أو محفورة أو مصبوبة.
تعتبر التمثيلات المتحركة نادرة على هذا النوع من الخزف.
ونُفذَ هذا النوع من الإنتاج في مدن مثل كاشان وجورجان. يمكن العثور على بعضها أيضًا في أفغانستان. استمر إنتاج هذه الخزفيات بعد الغزو المغولي؛ ففر الفنانون الفُرس إلى سوريا والأناضول حيث يوجد هذا النوع من الإنتاج حتى منتصف القرن الثالث عشر.

## معرض الصور

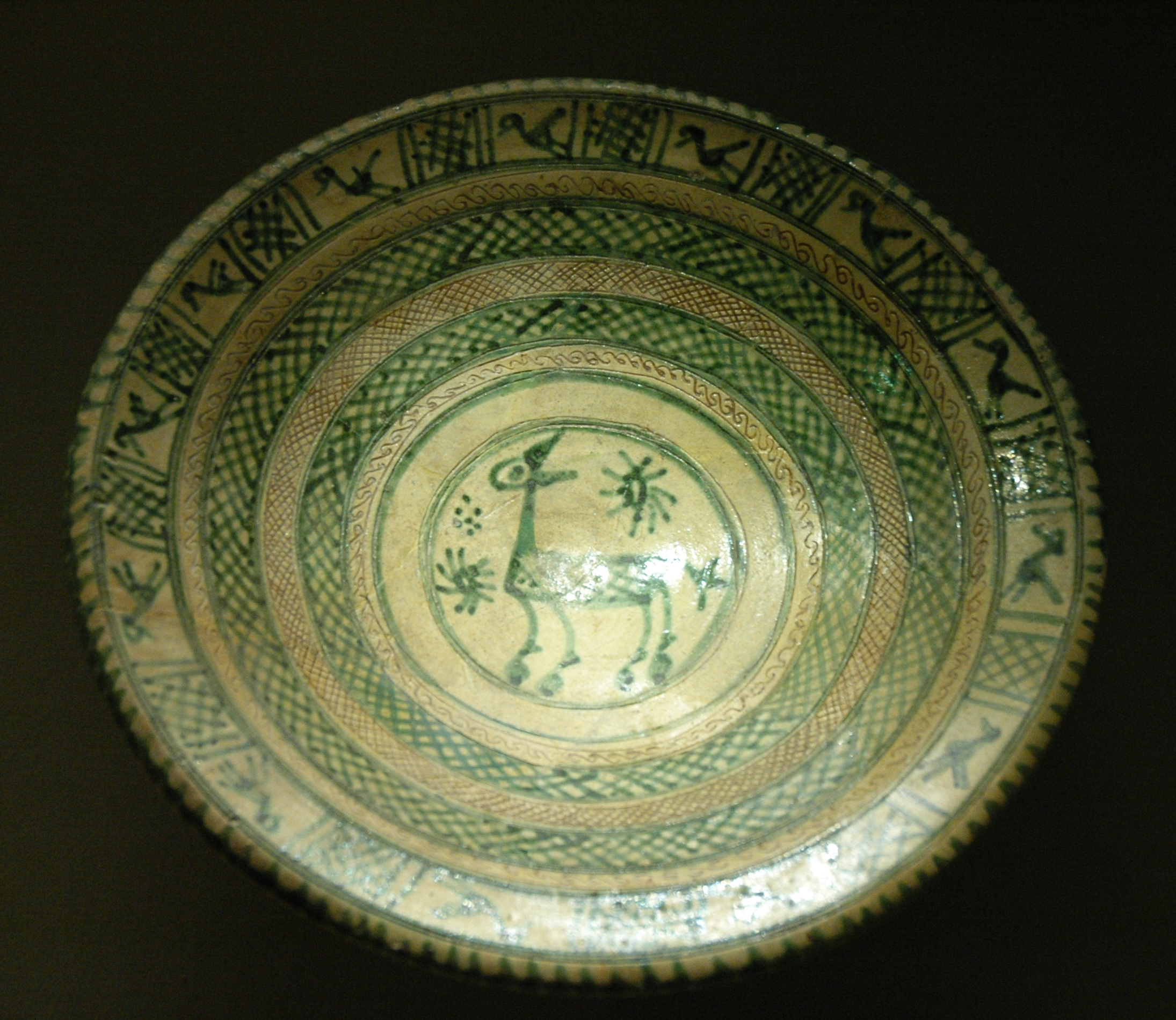
كأس مع شكل حمار، يعود إلى الفترة القرن الثاني عشر والثالث عشر الميلادي، موجود في متحف اللوفر.
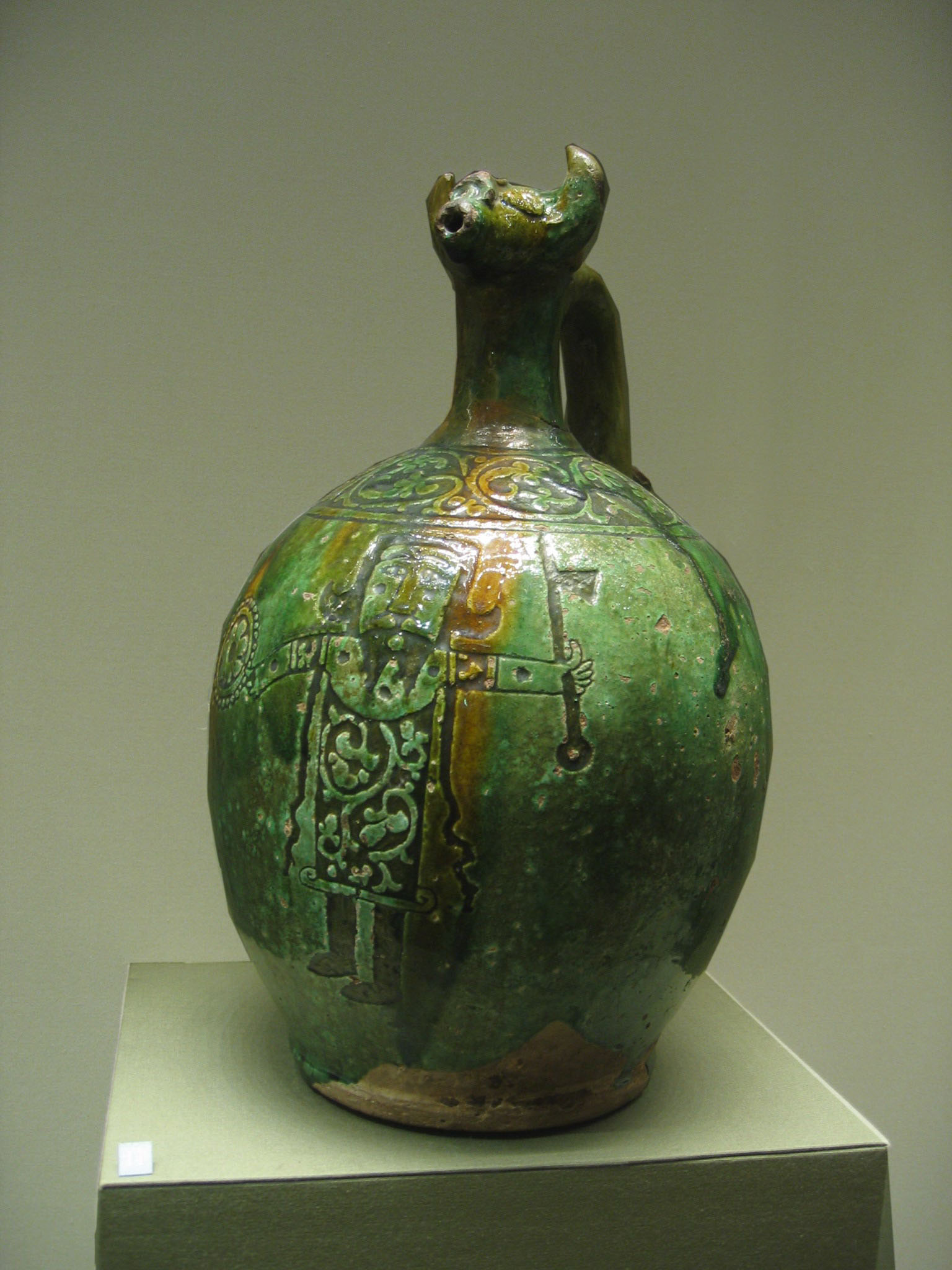
إبريق برأس حيوان، يعود إلى الفترة بين القرن الثاني عشر والثالث عشر الميلادي، متحف اللوفر.
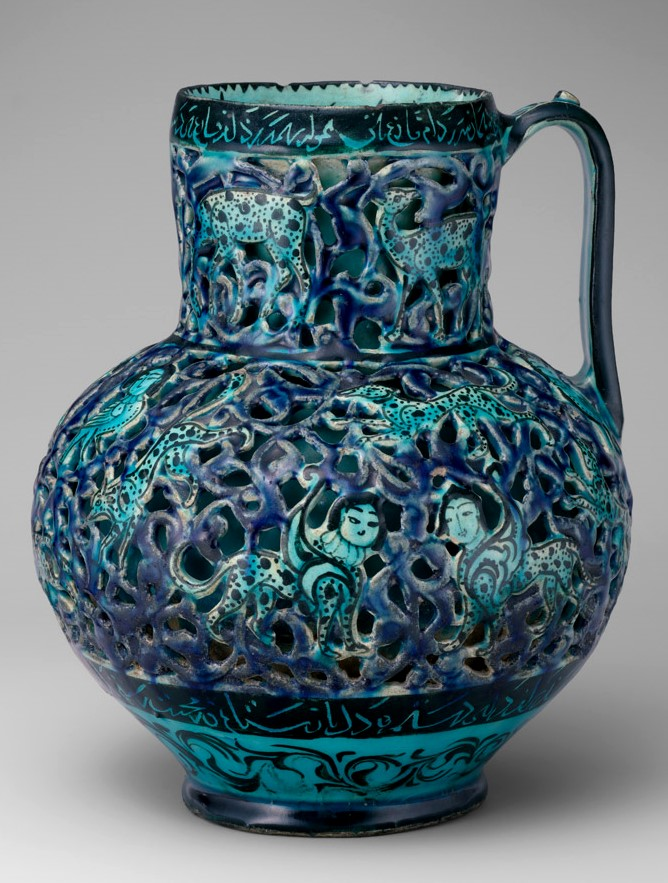
إبريق شبكي، 1215، متحف متروبوليتان للفنون